# Saturnino Rustrián
Saturnino Rustrián Cáceres (29 de novembro de 1942 — 14 de julho de 2013) foi um ciclista guatemalense que competiu no ciclismo nos Jogos Olímpicos de Verão de 1968, representando a Guatemala.